# Christer Lythell
Christer Lythell, född den 24 oktober 1950, är en svensk före detta friidrottare (mångkamp), tävlande för Hässelby SK.